# دهستان پلنگا
دهستان پلنگا یا دهستان خانندبیل جنوبی یا دهستان خورش رستم مرکزی   نام دهستانی در بخش شاهرود شهرستان خلخال، استان اردبیل در ایران است. براساس سرشماری مرکز آمار ایران در سال ۱۳۸۵، جمعیت آن ۵۰۵۷ نفر (۱۲۰۰ خانوار) بوده‌است.